# Pokémon 5: Helden
Pokémon 5: Helden (Engels: Pokémon Heroes: Latios & Latias) is de vijfde film uit de Pokémon-serie. Het is in première gegaan in Japan op 13 juli 2002 en in de Verenigde Staten op 16 mei 2003. De film bevat 2 nieuwe Pokémon die hun debuut hier maken genaamd Latios en Latias.

## Plot
Het is nacht in het museum, net buiten de stad Alto-Mare. Annie en Oakley, twee spionnen, breken er in om informatie te krijgen van de twee bewakers van Alto-Mare en ook over het beschermssysteem (de VSA verdedigingssysteem Alto-Mare) en de daarbij horende steen die een ziel van een Latios bevat. Maar voor ze erachter komen waar die is worden ze betrapt en moeten ze vluchten maar dat hoeft niet te deren want ze ontsnappen.
Eenmaal ontsnapt gaan ze op weg naar Alto-Mare.
Ash, Misty en Brock zijn in de stad Alto-Mare om mee te doen aan de jaarlijkse "grachtenrace". Onderweg, vliegen Ash en Totodile uit de bocht maar wordt wonderbaarlijk opgevangen door Latias zodat hij niet tegen de muur aanknalt. Hierdoor krijgt Ash een hele achterstand Maar wordt hij opeens geholpen door een onzichtbare Pokémon. Het is Latias een van de twee bewakers van Alto-Mare. Later als ze dichterbij komen helpt ook Latios nog even waardoor ze nog veel sneller gaat. Maar uiteindelijk loopt het mis omdat ze een verkeerde afslag nemen en kan Latias niets vragen aan Ash en ze verdwijnt weer samen met haar grote broer Latios. Ook krijgen Ash, Misty en Brock hierna een rondvaart door de stad.
Na de rondvaart besluiten ze een ijsje te gaan eten, maar Pikachu heeft meer interesse voor een waterkraan waar eerst een vaporeon een douche onder krijgt van zijn trainer. Teleurgesteld kijkt Pikachu naar de waterkraan waar geen water meer uit komt, maar dan komt plotseling een meisje langs (Latias) die wat water uit de kraan laat stromen. Ash komt ook en vraagt of Pikachu geen ijs wil. Op dat moment doet het meisje heel vreemd en rent dan weer weg.
Ondertussen zijn Annie en Oakly zijn in Alto-Mare op zoek naar Latios, Latias en de zielsteen. Ze ontdekken dat Latias zich heeft veranderd in een meisje van daarvoor en vinden haar door de lichaamstemperatuur te checken die lager is bij Pokémon. Ze proberen Latias te vangen. Verderop hoort pikachu hiervan en rent naar de plek toe met Ash die volgt. Het meisje wordt vastgezet op een bruggetje met de draden van Ariados. Maar dan komt Ash; hij heeft alles gezien en is van plan Latias te helpen en bolbliksemt met Pikachu Annie, Oakley en de Espeon en Ariados van Annie en Oakly zodat ze tijdelijk verlamd zijn. Dan wordt hij wordt meegetrokken door het "meisje". Ze rennen straten door met Espeon en Ariados achter zich aan. Maar na een tijdje stoppen ze op een verhoogd stuk bij het pleintje waar ze elkaar voor het eerst hadden gezien. Plotseling is Latias verdwenen en gaat Ash weer terug naar het Brock en Misty die voorstellen om naar het museum te gaan.
In het Museum krijgen ze een rondleiding van een oude man en ziet Ash het echte meisje. Ze heet Bianca. En hij volgt haar omdat hij wil weten waar ze ineens heen was gegaan. Tijdens de achtervolging zegt ze dat ze Ash niet kent en Ash blijft haar alsnog volgen. Even later zien ze haar niet meer en besluiten zomaar een gangetje waar ze weer het meisje tegenkomen alleen dan is het Latias. Ze rennen door totdat ze op een vreemde plek komen dat begroeid is en waar twee Pidgey zitten te drinken. Het meisje rent door een muur en ook Ash en Pikachu besluiten dat te doen. Eenmaal in de tuin zien ze Latias op een schommel zitten. Opeens beginnen kleine molentjes die daar zitten te draaien en komt er een onzichtbare gedaante uit het water die direct Ash en Pikachu aanvalt. Pikachu wordt geraakt maar als de gedaante voor een tweede keer probeert aan te vallen stapt het meisje ervoor en wordt Latios zichtbaar. Dan komt Bianca erbij die naar Latios gebaart dat hij mag aanvallen maar dan komt de oude man van eerder die zegt dat ze moeten stoppen. Hij vraagt of Latias wil spelen met haar nieuwe vriendje en samen met ash gaat ze schommelen. Ash zegt dan 'Sorry hoor maar ik dacht dat Latias een naam van een Pokémon was' Dan veranderd het meisje in Latias en valt Ash die schrikt van de schommel. Dan gaan ze met zijn alle een stukje lopen door de tuin en praten over Latios en Latias. Zij en haar opa blijken Latios en Latias in hun tuin te hebben. Latias blijkt ook dol te zijn op Ash en wil graag met hem spelen. Latios is wat serieuzer en doet er alles aan om zijn klein zusje te beschermen. En zo gaat Ash in het geheim met de Pokémon spelen en vooral Pikachu heeft de grootste lol samen met Latios en Latias. Maar ze zijn ongemerkt gevolgd door Annie en Oakly met een achtervolgings-machinetje en die ontdekken nu waar Latios en Latias zijn.
's Avonds gaan Annie en Oakly naar de tuin en vangen Latios met een speciaal net. Latios gebaart naar zijn zusje dat ze moet vluchten en hulp moet halen. Eerst wil ze niet maar wil ze helpen, maar Latios weet haar al snel te overtuigen toch te gaan. Verdrietig vliegt Latias weg onder water. In de tuin bekijken annie en Oakly ook de stenen vormen die aangeven hoe de [Vsa] werkt en ontcijferen die. Ze pakken ook de zielsteen en gaan samen met Latios die buiten westen is naar het museum.
In het museum gebruiken ze de Vsa om de stad in controle te krijgen. De zielsteen en Latios dienen als een soort batterij om de VSA aan te drijven. Latias is ondertussen naar het hotel gegaan waar Ash, Misty en Brock verblijven. In de vorm van het meisje valt ze lichtjes huilend met haar hoofd op de schouder van ash. Even stelt Ash Latias voor aan de rest waarna Latios via beeldeling in het museum aan Latias en de anderen doorgeeft waar hij is en wat er aan de hand is. Latias en Ash kunnen nog net voordat de beveiliging voor de ramen komen in het water springen en besluiten naar het museum te gaan. Onderweg worden ze daarentegen Achterna gezeten door Aerodactyl die Latias vastpakt. Snel vraagt Ash aan pikachu bliksemstraal te doen op Aerodactyl die los laat maar daarbij raakt hij Ash en latias ook. Bang vliegt Latias weg en komt pas weer terug als Ash en Pikachu hun bootje wordt opgeblazen door een hyperstraal van Aerodactyl. Snel gaan ze verder waarna ze achterna worden gezeten door Kabutops maar dan schieten de Pokémon van Misty en Brock te hulp die hem wegschieten. Eenmaal bijna bij het museum komen ze in een waterkolk maar weten door de kracht van Latias er uit te breken. Binnen in het museum draait de hele VSA door. Ash laat Pikachu een aanval doen op Annie en haar Espeon, waarna Annie in elkaar zakt. Dan bevrijden ze Bianca en de oude man. Als Latias ziet hoeveel pijn haar broer heeft knalt ze met haar kracht door de bol heen waarin Latios vast zat. Ash en de anderen trekken hem eruit en de VSA komt weer tot rust. Latios blijkt nog ok te zijn en allemaal zijn ze opgelucht.
Dan Maakt Annie echter een fout door de zielsteen aan te raken die helemaal zwart is geworden omdat hij te lang uit de bron in de tuin is geweest. Hierdoor trekt al het water weg uit de stad en raken Annie en Oakly beide vast in de besturingscabine van de VSA. Het probleem is echter dat het water dat eerst wegtrok als een enorme golf terugkomt. Latios en Latios zijn van plan om de golf te stoppen en met hun meest krachtige aanvallen weten ze de golf te vernietigen. Maar dit kostte Latios zijn laatste beetje kracht en hij besluit zichzelf op te offeren om Alto-Mare te redden. Een zielig stuk volgt waarin Latios afscheid neemt van Latias compleet blauw gekleurd. Latias blijft verdrietig achter en wordt weggeduwd door de kracht die vrijkomt als Latios de Hemel inschiet.
Hierna gaan Ash, Misty, Brock, Bianca en de man met een boot op de zee zoeken naar Latias en Latios. Een aantal water Pokémon brengen Latias naar de boot die al vrij snel weer bij komt. Bianca vraagt waar Latios is en Latias kijkt naar boven waarna ze snappen dat het licht Latios was. Vervolgens wordt door middel van beelden getoond waar Latios is en zien ze de aarde van bovenaf. Als eindstuk verschijnt er een boel licht dat in een bolletje veranderd en in Bianca's handen terechtkomt. Het is een nieuwe zielsteen die Latios heeft gemaakt met zijn laatste beetje kracht. De zielsteen wordt weer in de bron gelegd en een nieuwe bewaker is geboren.
Ash, Misty en Brock staan op het punt om weer met de boot terug te gaan en zeggen de man gedag maar Bianca is naar de markt. Maar dan komt Latias (in vorm van Bianca) zwijgend naar Ash toe, geeft hem een tekening en kust hem. Dan verdwijnt ze weer, voor Ash iets kan zeggen. Brock is meteen stinkend jaloers en Misty vraagt zich af of het Latias of Bianca was. Op de tekening staat Ash samen met Pikachu. En dan vertrekken ze... Op weg terug naar de Johto League en naar nieuwe avonturen.
Ook zie je aan het einde van de film nog 2 Latios en 1 Latias onzichtbaar vliegen. (veel zeggen dat dit de ouders waren van Latios en Latias dit is echter niet waar het zijn de nakomelingen van Latios en Latias)

## Trivia
- De Venetïe-achtige stad genaamd "Alto-Mare" betekent in het Italiaans: "Hoge zee"
- Misty zal hier haar laatste rol spelen in de film omdat ze zal worden vervangen door May.
- Latias en Latios maken hier hun eerste verschijning in de film.
- De Nederlandse nasynchronisatie is gebracht door RCV.